# Germaine Greer
Germaine Greer (Melbourne, Ausztrália , 1939. január 29. –) ausztrál író, újságíró, filozófus, egyetemi tanár.

## Életpályája
1939-ben született Melboune-ban.
A Melbourne-i Egyetemen végzett.

## Művei

### Magyarul
- A kasztrált nő; ford. Gács Anna; Corvina, Bp., 2002
- Shakespeare; ford. Upor László; Akadémiai, Bp., 1996 (Y könyvek)

### Angolul
- The Change: Women, Ageing, and the Menopause, 1991
- The Beautyful Boy, 2003
- Shakespeare's Wife, 2007